# 中村宏之
中村 宏之（なかむら ひろゆき、1945年6月9日 - 2025年4月29日）は、日本の陸上競技指導者、元陸上競技選手。北海道ハイテクAC前監督。福島千里（100m、200m日本記録保持者）、北風沙織、寺田明日香などの短距離走選手の育成・指導で知られる。

## 来歴
北海道富良野市出身。札幌東高等学校時代に陸上競技を始め、三段跳びの選手として活躍した。日本体育大学ではインカレや日本選手権上位に入る。教員になった後も陸上競技を続け、中標津高等学校教員時代には第14回東日本実業団陸上競技選手権で三段跳びで優勝している。その後は指導者へと転向し、北海道恵庭北高等学校時代には伊藤佳奈恵（100m、200m元日本記録保持者）らを指導した。
定年後も恵庭北高等学校陸上部の指導にあたる傍ら、北海道ハイテクAC監督として、恵庭北高校時代からの教え子北風沙織や福島千里、寺田明日香らの指導を行っている。
2020年10月、監督職を北風に禅譲し勇退。
2025年4月29日、心不全のため北広島市内の病院で死去。79歳没。

## 著書
- 『日本人が五輪100ｍの決勝に立つ日 (日文新書)』（日本文芸社、2011/7、ISBN 978-4537258547）
- 『福島千里の走りを身につける！ 中村式 走力アップトレーニング』（洋泉社、2011/9、ISBN 978-4862487926）